# 布萊興貝格山
47°11′30″N 7°33′50″E / 47.19167°N 7.56389°E

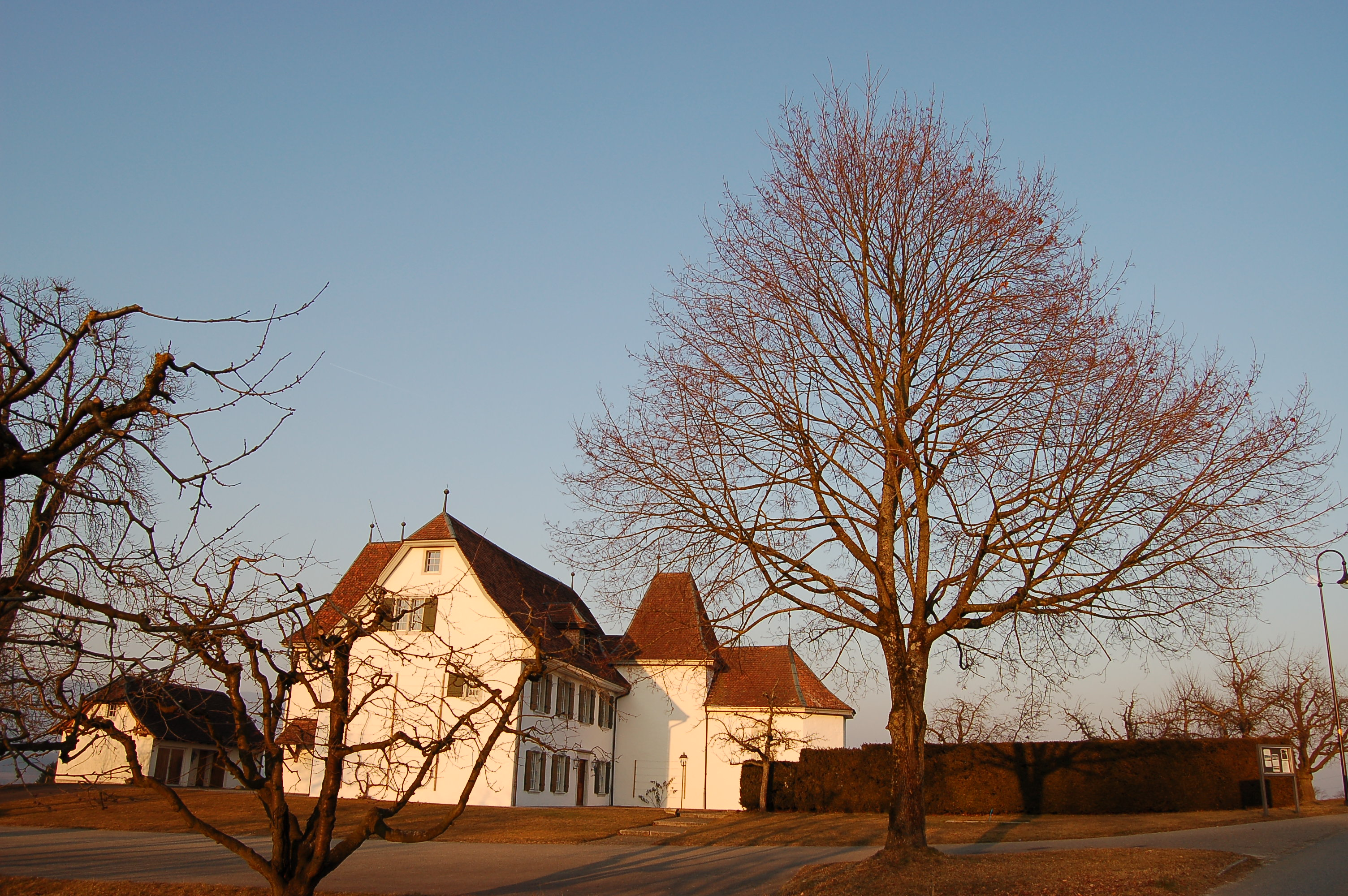

布萊興貝格山（Bleichenberg），是瑞士的山峰，位於該國北部，由索洛圖恩州負責管轄，處於比伯里斯特，海拔高度502米，山體在三疊紀時期形成。